# Парламентские выборы в Италии (1880)
Досрочные всеобщие парламентские выборы 1880 года прошли 16 (первый тур) и 23 мая (второй тур). На них были выбраны 508 членов Палаты депутатов Королевства Италия. 
Победителем выборов стала правящая либеральная партия «Левая», получив почти 43 % мест в парламенте. В то же время левым, представлявшим итальянскую буржуазию, потребовалась поддержка умеренного крыла оппозиционной либерально-консервативной партии «Правая», чтобы обеспечить своему кабинету парламентское большинство. Третьей силой стала фракция из почти 120 откольников от «Левой», несогласных с сотрудничеством с «Правой» и получивших 20 % голосов на выборах. Эта группа стала впоследствии известна как «Пентархия» (La Pentarchia), поскольку её руководство состояло из пяти человек, включая Франческо Криспи, Джузеппе Дзанарделли, Бенедетто Кайроли, Джованни Никотера и Альфредо Баккарини.
Активность избирателей по сравнению с предыдущими выборами вновь выросла, хоть и незначительно. В голосовании приняли участие 369 624 человек из 621 896 имевших право голоса (население Италии на тот момент составляло около 29 млн), таким образом явка составила 59,38 %.

## Результаты выборов
| Партия                            | Оригинальное название  | Голоса  | %     | Места |
| --------------------------------- | ---------------------- | ------- | ----- | ----- |
| «Левая»                           | итал. Sinistra         | 146 096 | 40,81 | 218   |
| «Правая»                          | итал. Destra           | 135 797 | 37,93 | 171   |
| «Крайне левая»                    | итал. Estrema sinistra | 70 479  | 19,69 | 119   |
| Другие кандидаты                  |                        | 6 147   | 1,72  | –     |
| Недействительные голоса           |                        | 11 245  | –     | –     |
| Всего                             |                        | 369 253 | 100   | 508   |
| Зарегистрировано избирателей/Явка |                        | 621 896 | 59,38 |       |